# ブラックホールバースデイ
「ブラックホールバースデイ」は、日本のロックバンド・THE BACK HORNの11枚目のシングル。2005年12月16日発売。

## 解説
初回版限定DVD付き。

## 収録曲
全作詞：菅波栄純、全作曲・編曲：THE BACK HORN。
1. ブラックホールバースデイ
2. フラッシュバック

## 収録アルバム
- オリジナルアルバム『太陽の中の生活』（Album Version、2006年4月19日、VICL-62951 / VIZL-176）
- ベストアルバム『BEST THE BACK HORN』（2008年1月23日、VICL-62746）